# Liste der Biografien/Olc
Liste der Biografien |
Portal Biografien |
Personensuche
# |
A |
B |
C |
D |
E |
F |
G |
H |
I |
J |
K |
L |
M |
N |
O |
P |
Q |
R |
S |
T |
U |
V |
W |
X |
Y |
Z |
?
 
Oa |
Ob |
Oc |
Od |
Oe |
Of |
Og |
Oh |
Oi |
Oj |
Ok |
Ol |
Om |
On |
Oo |
Op |
Oq |
Or |
Os |
Ot |
Ou |
Ov |
Ow |
Ox |
Oy |
Oz
 
Ola |
Olb |
Olc |
Old |
Ole |
Olf |
Olg |
Olh |
Oli |
Olj |
Olk |
Oll |
Olm |
Oln |
Olo |
Olp |
Olr |
Ols |
Olt |
Olu |
Olv |
Olw |
Oly |
Olz
Die Liste der Biografien führt alle Personen auf, die in der deutschsprachigen Wikipedia einen Artikel haben. Dieses ist eine Teilliste mit 25 Einträgen von Personen, deren Namen mit den Buchstaben „Olc“ beginnt.

## Olc

### Olca
- Olcay, Kenan (* 1913), türkischer Ringer
- Olcay, Osman (1924–2010), türkischer Diplomat und Außenminister
- Olcay, Zuhal (* 1957), türkische Schauspielerin und Sängerin

### Olce
- Ölçer, Furkan (* 1956), türkischer Fußballspieler

### Olch
- Olchawa, Joanna, deutsche Kunsthistorikerin und Hochschullehrerin
- Olchowik, Grzegorz (* 1965), polnischer Badmintonspieler
- Olchownikowa, Irina (* 1959), sowjetische Sprinterin
- Olchowski, Andrei Stanislawowitsch (* 1966), sowjetisch-russischer Tennisspieler
- Olchowzew, Sergei Wjatscheslawowitsch (* 1987), russischer Eishockeyspieler

### Olck
- Olck, Bernhard (* 1962), deutscher Fußballspieler
- Olck, Franz (1841–1905), deutscher Klassischer Philologe

### Olco
- Olcott, Ben W. (1872–1952), US-amerikanischer Politiker
- Olcott, Chauncey (1858–1932), US-amerikanischer Bühnenschauspieler, Songwriter und Sänger
- Olcott, Frederic P. (1841–1909), US-amerikanischer Bankier und Politiker
- Olcott, Henry Steel (1832–1907), Mitbegründer der Theosophischen Gesellschaft und ihr erster PräsidentHenry Steel Olcott (1832–1907)

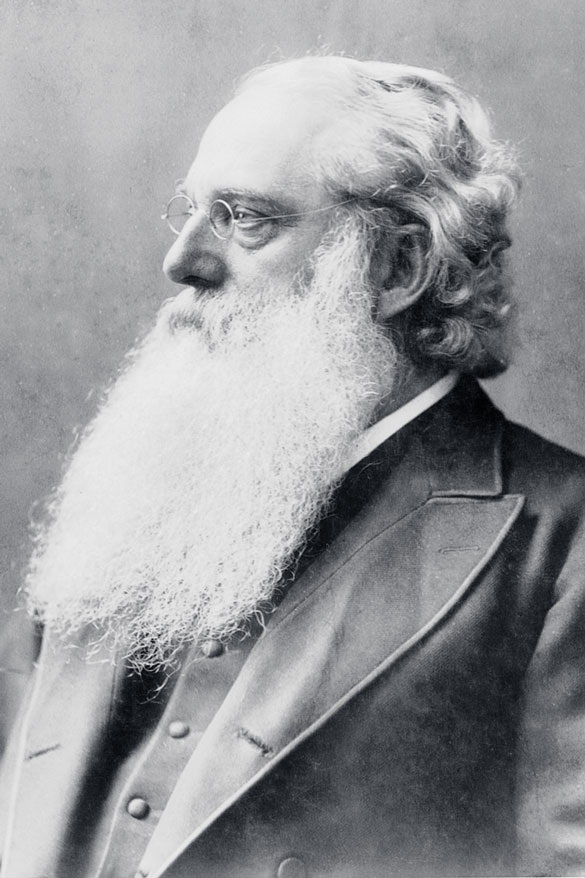
Henry Steel Olcott (1832–1907)

- Olcott, J. Van Vechten (1856–1940), US-amerikanischer Jurist und Politiker
- Olcott, Peter (1733–1808), US-amerikanischer Militär und Staatsmann
- Olcott, Sidney (1873–1949), kanadischer Filmproduzent, Filmregisseur, Schauspieler und Drehbuchautor
- Olcott, Simeon (1735–1815), US-amerikanischer Politiker
- Olcott, William Tyler (1873–1936), US-amerikanischer Astronom

### Olcz
- Olczak-Ronikier, Joanna (* 1934), polnische Dramatikerin, Prosaschriftstellerin und Drehbuchautorin
- Olczyk, Christopher (* 1991), dänischer Fußballspieler
- Olczyk, Eddie (* 1966), US-amerikanischer Eishockeyspieler und -trainer
- Olczyk, Michael (* 1997), polnisch-deutscher Fußballspieler
- Olczyk, Philippe (* 1961), belgischer Journalist und Autorennfahrer